# Benjamin Kimutai Koskei
Benjamin Kimutai Koskei (auch Benjamin Kimutai oder Benjamin Kosgei; * 5. September 1971) ist ein kenianischer Marathonläufer.
2002 siegte er beim Amsterdam-Marathon in seiner persönlichen Bestzeit von 2:07:26. 2003 wurde er Zweiter beim Boston-Marathon und Dritter in Amsterdam.